# Sołohubów (wieś)
Sołohubów (biał. Салагубаў, Sałahubau; ros. Салогубов, Sałogubow) – wieś na Białorusi, w obwodzie homelskim, w rejonie lelczyckim, w sielsowiecie Dubrowa.
Wieś położona jest wśród dużego kompleksu leśno-bagiennego.

## Historia
W XIX i w początkach XX w. folwark położony w Rosji, w guberni mińskiej, w powiecie mozyrskim, w gminie Tonież.
Po I wojnie światowej pod administracją polską, w Zarządzie Cywilnym Ziem Wschodnich, w okręgu brzeskim, w powiecie mozyrskim, w gminie Tonież.
W wyniku postanowień traktatu ryskiego znalazł się w granicach Związku Sowieckiego. Od 1991 w niepodległej Białorusi.